# Hamberge
Hamberge est une commune allemande du Schleswig-Holstein, située dans l'arrondissement de Stormarn (Kreis Stormarn), entre les villes de Reinfeld (Holstein) et Lübeck. Hamberge fait partie de l'Amt Nordstormarn qui regroupe douze communes autour de Reinfeld.

## Personnalités liées à la ville
- Ulrich Lehmann (1916-2003), paléontologue né à Hamberge.